# El Guarda, Aguascalientes
El Guarda är en ort i Mexiko.   Den ligger i kommunen Aguascalientes och delstaten Aguascalientes, i den centrala delen av landet, 400 km nordväst om huvudstaden Mexico City. El Guarda ligger 1 993 meter över havet och antalet invånare är 158.
Terrängen runt El Guarda är en högslätt. Runt El Guarda är det tätbefolkat, med 383 invånare per kvadratkilometer. Närmaste större samhälle är Aguascalientes, 11,9 km nordväst om El Guarda. Trakten runt El Guarda består till största delen av jordbruksmark.